# Brosten
En brosten er en rektangulær, tilhugget natursten, der måler ca. 15x16x21 cm og vejer ca. 12 kg. Som regel er materialet granit, men brosten af basalt og gnejs ses også.
Betegnelsen brosten har sin baggrund i, at "broer" af træfjæle (brofjæle) blev lagt som dækker over de mudrede gader og stræder i middelalderbyerne i Nordeuropa for at lade folk færdes tørskoet i de våde gader. I det 16. århundrede blev træbrolægning efterhånden udskiftet med gadedækker af sten, og denne belægning overtog navnet "bro" eller "stenbro" efter den ældre træbrolægning.
Brosten forveksles undertiden med de noget mindre chaussésten, der har ca. samme anvendelse, men måler 8-12 cm (nominelt 10 cm) på alle ledder og vejer 2-2,5 kg.
I de seneste år er brosten og chaussésten kommet i brug igen. De er bestandige, og med det rette håndelag kan de bruges til belægning og trafikbelægninger med stor holdbarhed over for både tryk og vrid. Da de heller ikke ødelægges af vejsalt, foretrækker man ofte dette materiale til finere stabilisering af veje og pladser.